# Sony Ericsson Xperia X1
De Sony Ericsson Xperia X1 is een smartphone van Sony Ericsson, gebouwd bij HTC Corporation, en is de eerste van de Xperia-reeks van deze fabrikant. De X1 werd voorgesteld op de 2008-editie van het Mobile World Congress. De Xperia X is beschikbaar in de kleuren Solid Black (zwart) en Steel Silver (zilver).

## Specificaties

### Scherm
Het aanraakscherm heeft een diagonaal van 7,6 cm (3,0 inch) en een resolutie van 800x480 pixels (WVGA). Het scherm is van het type tft en kan 65 duizend kleuren weergeven.

### Fysische kenmerken
- Afmetingen: 110,5 x 53 x 17,0 millimeter
- Gewicht met batterij: 158 gram

### Batterij
- Lithium-polymeer, 1500 mAh.
- Spreektijd:
  - Gsm: 10 uur
  - WCDMA: 6 uur

- Stand by:
  - Gsm: 500 uur
  - WCDMA: 640 uur

### Connectiviteit
- Wifi, GPRS en 3G (HSUPA met uploadsnelheid tot 2,0 Mbit/s, HSDPA met downloadsnelheid tot 7,2 Mbit/s)
- Bluetooth, met een bereik tot 10 meter
- Synchronisatie en content sharing met pc's
- USB-ondersteuning

### Netwerk(en)
- GSM 850/ 900/1800/ 1900Mhz (quad band), GPRS en EDGE
- Tri band UMTS / HSDPA / HSUPA: UMTS 850 / 1900 / 2100 X1a, UMTS 900 / 1900 / 2100 X1i/X1c

## Software
De telefoon heeft als besturingssysteem Windows Mobile. Volgende software wordt standaard meegeleverd:
- Microsoft Outlook Mobile: e-mail, contacten, kalender en taken
- Microsoft Office Mobile: Word, Excel en PowerPoint
- Opera Mobile, een mobiele webbrowser van Opera Software
- Windows Media Player Mobile
- Windows Live
- Exchange ActiveSync
- Stemcontrole
- Gereedschappen: bestandsbeheerder, rekenmachine, afbeeldingen & video en notities
- RSS-lezer
- J2ME